# Серебряков, Сергей Михайлович
Серге́й Миха́йлович Серебряко́в (1896—1966) — генерал-майор, лауреат Сталинской премии 1-й степени за выдающиеся изобретения и коренные усовершенствования методов производственной работы.

## Биография
Родился в Киржаче в семье потомственного ткача.
В годы Великой Отечественной войны входил в комиссию по реализации оборонных предложений. Разработанные под его руководством реактивные мины были впервые применены летом 1942 года под Урицком и нанесли врагу значительный урон.
Был заместителем начальника испытательного полигона в Ленинграде.
В 1943 году был отозван из Ленинграда и назначен начальником артиллерийского испытательного учреждения, затем заместителем начальника по научной и испытательской работе другого подобного, но более крупного учреждения.
18.11.1944 года присвоено звание генерал-майора инженерно-артиллерийской службы.
Похоронен в Санкт-Петербурге на Пороховском кладбище.

## Семья
Брат — Пётр (1894—1978) — секретарь ЦБ КП(б) Белоруссии (1920—1921).
Жена — Ольга Васильевна Рудакова (1908—1991); дети:
- Вячеслав (р.1930), жена Галина (1930), у них дочь Татьяна (1954) и сын Сергей (1965), жили в Петербурге
- Инна (р.1933), муж Юрий Романов (1933), у них сын Михаил (1955) и дочь Елена (1961), жили в Петербурге.

## Награды
Награжден орденами: Ленина, двумя орденами Красного Знамени, Отечественной войны 1 степени, двумя орденами Красной Звезды, юбилейной медалью «XX лет Рабоче-Крестьянской Красной Армии», медалью «За оборону Ленинграда», медалью «За победу над Германией в Великой Отечественной войне 1941-1945 гг.», медалью лауреата Сталинской премии и другими наградами.